# (34438) 2000 SV44
2000 أس في 44 (ويعرف أيضًا باسم (34438) 2000 أس في 44 وفق تسمية الكوكب الصغير) (بالإنجليزية: 2000 SV44)‏ هو كويكب ضمن حزام الكويكبات؛ وترتيبه 34438 من حيث الاكتشاف.
اكتُشف هذا الجُرم الفلكي بواسطة تاكيشي أوراتا ‏ في 26 سبتمبر 2000.

## وصلات خارجية
- (34438) 2000 SV44 في قاعدة بيانات مختبر الدفع النفاث لأجرام النظام الشمسي الصغيرة

- الاكتشاف · مخطط المدار ·  العناصر المدارية · المعلمات المادية

- (34438) 2000 SV44 على موقع ويكي سكاي: DSS2, SDSS, GALEX, IRAS, Hydrogen α, X-Ray, Astrophoto, Sky Map, Articles and images